# 矛尾翻车鲀
矛尾翻车鲀（学名：Masturus lanceolatus）为輻鰭魚綱魨形目四齒魨亞目翻车鲀科的一種。

## 分布
本魚分布于全世界的温热带海内、最南达好望角附近、最北达日本马关附近，包括南海等海域。该物种的模式产地在毛里求斯。

## 深度
水深0至670公尺。

## 特徵
本魚體側扁，口小，眼小；鱗片特化成粗糙的表皮，體灰褐色，腹部銀灰色，胸鰭短小，無腹鰭和臀鰭，和其他種翻車魚相似，但本魚尾鰭中央具矛狀突出，背鰭軟條15至19枚；臀鰭軟條15至19枚，體長可達337公分。

## 生態
本魚行動遲緩，在大洋的表層活動，常側臥在水面上，隨波逐流，屬肉食性，以水母、浮游動物等為食。

## 經濟利用
食用魚，但不多見。